# Championnat du Salvador de football 1965-1966
Navigation
Saison précédente Saison suivante
La Primera División 1965-1966 est la seizième édition de la première division salvadorienne.
Lors de ce tournoi, le CD Águila a tenté de conserver son titre de champion du Salvador face aux neuf meilleurs clubs salvadoriens.
Chacun des dix clubs participant était confronté quatre fois aux neuf autres équipes.
Seulement une place était qualificative pour la Coupe des champions de la CONCACAF.

## Les 10 clubs participants
Ce tableau présente les dix équipes qualifiées pour disputer le championnat 1965-1966. On y trouve le nom des clubs, le nom des stades dans lesquels ils évoluent ainsi que la capacité et la localisation de ces derniers.
| \| San Salvador : Alianza FC CD Atlético Marte Adler San Nicolas CD Águila San Salvador Atlante San Alejo Club Deportivo FAS CD Juventud Olímpica Once Municipal Quequeisque Universidad Barrios \| Localisation des clubs engagés dans le championnat. |
| San Salvador : Alianza FC CD Atlético Marte Adler San Nicolas CD Águila San Salvador Atlante San Alejo Club Deportivo FAS CD Juventud Olímpica Once Municipal Quequeisque Universidad Barrios                                                           |

| Club                        | Stade                        | Capacité          | Ville          |
| Adler San Nicolas           | Stade inconnu                | Capacité inconnue | San Nicolas    |
| CD Águila                   | Stade Juan Francisco Barraza | 10 000            | San Miguel     |
| Alianza FC                  | Stade Cuscatlán              | 45 925            | San Salvador   |
| Atlante San Alejo (en)      | Stade inconnu                | Capacité inconnue | San Alejo      |
| Club Deportivo FAS          | Stade Oscar Quiteño          | 15 000            | Santa Ana      |
| CD Juventud Olímpica        | Stade Ana Mercedez           | 8 000             | Sonsonate      |
| CD Atlético Marte           | Stade Cuscatlán              | 45 925            | San Salvador   |
| Once Municipal              | Stade Simeón Magaña          | 5 000             | Ahuachapán     |
| Quequeisque                 | Stade inconnu                | Capacité inconnue | Santa Tecla    |
| Universidad Gerardo Barrios | Complejo Deportivo España    | Capacité inconnue | Ciudad Barrios |

## Compétition
Les dix équipes affrontent à quatre reprises les neuf autres équipes selon un calendrier tiré aléatoirement.
Le classement est établi sur l'ancien barème de points (victoire à 2 points, match nul à 1, défaite à 0).
Le départage final se fait selon les critères suivants :
- Le nombre de points.
- Un match d'appui pour départager les équipes si le titre ou la relégation est en jeu.
- La différence de buts générale.

### Classement
| Rang | Équipe                      | Pts | J  | G  | N  | P  | Bp | Bc | Diff |
| ---- | --------------------------- | --- | -- | -- | -- | -- | -- | -- | ---- |
| 1    | Alianza FC                  | 50  | 36 | 20 | 10 | 6  | 83 | 38 | +45  |
| 2    | Universidad Gerardo Barrios | 47  | 36 | 17 | 13 | 6  | 69 | 44 | +25  |
| 3    | CD Atlético Marte           | 39  | 36 | 12 | 15 | 9  | 62 | 53 | +9   |
| 4    | Club Deportivo FAS          | 38  | 36 | 13 | 12 | 11 | 57 | 44 | +13  |
| 5    | Once Municipal              | 36  | 36 | 11 | 14 | 11 | 52 | 66 | -14  |
| 6    | CD Águila (T)               | 31  | 36 | 10 | 11 | 15 | 62 | 73 | -11  |
| 7    | CD Juventud Olímpica        | 31  | 36 | 8  | 15 | 13 | 50 | 64 | -14  |
| 8    | Atlante San Alejo (en)      | 31  | 36 | 11 | 9  | 16 | 47 | 64 | -17  |
| 9    | Adler San Nicolas (P)       | 30  | 36 | 9  | 12 | 15 | 48 | 68 | -20  |
| 10   | Quequeisque                 | 27  | 36 | 8  | 11 | 17 | 42 | 58 | -16  |

| Légende : Qualifications et relégations | Légende : Qualifications et relégations                             |
| --------------------------------------- | ------------------------------------------------------------------- |
|                                         | Coupe des champions de la CONCACAF 1967 (1er Tour de qualification) |
|                                         | Relégué en Segunda División                                         |
|                                         | (T) : Tenant du titre (P) : Promu de la saison 1964-1965            |

## Bilan du tournoi
| Tableau d'Honneur          |            |
| Compétition                | Vainqueur  |
| Primera División 1965-1966 | Alianza FC |

| Qualifications continentales 1966-1967 |            |
| Coupe des champions de la CONCACAF     | Qualifiés  |
| Premier tour de qualification          | Alianza FC |

| Promotions et relégations   |              |
| Relégué en Segunda División | Quequeisque  |
| Promu de Segunda División   | CD Sonsonate |